# 宽丝豆蔻
宽丝豆蔻（学名：Amomum petaloideum），一种分布于中国云南省及老挝西北部地区的多年生草本植物，属于姜科豆蔻属，在中国被列为国家二级重点保护野生植物。
本种的模式产地为中国云南勐腊县，发表时被认为是一新属新种－拟豆蔻属（Paramomum）拟豆蔻（Paramomum petaloideum）。

## 形态特征
宽丝豆蔻植株高1-1.5米，基部具有红色的鞘。纵向的叶鞘具条纹；叶舌呈长方形，约1厘米，先端微缺；叶柄2-9厘米；叶片背面绿色，正面紫红色或淡绿，椭圆形或披针形，40-60×9-14厘米，无毛，基部楔形或狭如此，先端渐尖或短渐尖。穗状花序具5-6厘米长花序梗，鳞片状鞘红色的具黄绿色的边缘；苞片卵形圆形，3.4-3.6×3-3.2厘米；小苞片红色，管状，大约2.2厘米，顶具3齿。花冠筒等长花萼，浓密白色短柔毛；裂片狭椭圆形，1.4-1.5厘米×4-8毫米。侧生退化雄蕊无。唇瓣黄的在先端，倒卵形，边缘皱波状。上部的花丝红色的在基部，鲜红色在中部，橙，宽，先端渐尖；花丝的花药着生中间。子房浅红色，3室。花柱白色，线形。花柱裂片棍棒状。蒴果红色，半球形，1.9-2厘米直径，延长到翅，具宿存的花萼的先端。种子黑色，具假种皮。花期5月－6月。